# Hongkongse basiswet
De basiswet van de Speciale bestuurlijke regio Hongkong van de Volksrepubliek China, in het kort Hongkongse basiswet wordt gezien als de constitutie van Hongkong.
Ze werd op 4 april 1990 door het Zevende Nationale Volkscongres van de Volksrepubliek China geaccepteerd. Op 1 juli 1997, de dag dat Hongkong herenigd werd met China, trad de basiswet in werking. Hij verving de koloniale Britse wet.
De basiswet kwam tot stand door samenwerking tussen de Volksrepubliek China en Groot-Brittannië. De samenwerking over de teruggave van Hongkong werd in 1984 bekrachtigd.
De Hongkongse basiswet bepaalt het beleid van de Volksrepubliek betreffende Hongkong. Het principe dat dit mogelijk maakt wordt "Een land, twee systemen" genoemd. Het Chinees socialisme zou niet toegepast worden in Hongkong en in de opvolgende periode van vijftig jaar na 1997 zou er niets aan het bestaande Brits-Hongkongse kapitalisme worden veranderd. Het leven van de Hongkongers zou volgens de Volksrepubliek hetzelfde blijven. Een aantal vrijheden en rechten van Hongkongers zijn in de basiswet vermeld.
Bij het Zevende Nationale Volkscongres van de Volksrepubliek China werden ook de Hongkongse vlag en het wapen van Hongkong goedgekeurd.